# Yoshimatsu Oyama
Yoshimatsu Oyama (大山 義松, Oyama Yoshimatsu) was een Japans voetballer die als verdediger speelde.

## Japans voetbalelftal
Yoshimatsu Oyama maakte op 17 mei 1925 zijn debuut in het Japans voetbalelftal tijdens een Spelen van het Verre Oosten tegen Filipijnen. Yoshimatsu Oyama debuteerde in 1925 in het Japans nationaal elftal en speelde twee interlands.

## Statistieken
| Japans voetbalelftal | Japans voetbalelftal | Japans voetbalelftal |
| Jaar                 | Wed.                 | Dlp.                 |
| -------------------- | -------------------- | -------------------- |
| 1925                 | 2                    | 0                    |
| Totaal               | 2                    | 0                    |